# Aplosonyx nigricornis
Aplosonyx nigricornis (лат.) — вид жуков-листоедов рода Aplosonyx из подсемейства козявки (Galerucinae, Chrysomelidae). Распространен в Юго-Восточной Азии (Китай, провинция Сычуань). Жуки мелкого размера (длина тела около 5 мм). Голова, усики, переднеспинка, щитик, вентральная поверхность грудки, брюшко и ноги чёрные, надкрылья жёлтые, каждое надкрылье с шестью чёрными пятнами, основание, середина и вершина с одной парой пятен. Пронотум в 2 раза шире своей длины, боковая граница окаймлена, наиболее широкая в передней 1/3; диск с поперечной бороздой, менее отчётливой в середине; покрыт несколькими крупными точками в бороздке и редкими мелкими точками в других частях пронотума. Щитик треугольный, только на основании покрыт мелкими точками. Этот вид отличается от сходного A. nigriceps тем, что у A. nigriceps каждое надкрылье имеет пять чёрных пятен; у нового вида nigricornis каждое надкрылье имеет шесть чёрных пятен, а вершина эдеагуса закруглена. Голова маленькая, лобные бугорки отчётливые, усики тонкие, доходят до середины каждого надкрылья, в целом три базальных антенномера блестящие, антенномер 2 самый короткий, антенномер 3 длиннее антенномера 2, антенномер 4 самый длинный и длиннее антенномеров 2 и 3 вместе взятых. Пронотум шире головы, почти в 2 раза шире её длины.